# Оксамитне
Оксами́тне — село (з 1982 р.) Болградської міської громади Болградського району Одеської області в Україні. Населення становить 941 осіб.

## Історія
12 червня 2020 року, відповідно до Розпорядження Кабінету Міністрів України від № 724-р «Про визначення адміністративних центрів та затвердження територій територіальних громад Одеської області», увійшло до складу Болградської міської територіальної громади. 
19 липня 2020 року, в результаті адміністративно-територіальної реформи і ліквідації Болградського (1940  – 2020) району, село увійшло до складу новоутвореного Болградського району. 
21 квітня 2025 року на території Оксамитненського ліцею імені І. І. Булгарова відбулася урочиста церемонія відкриття меморіальних дошок на честь полеглих захисників — Дімітріогло Івана Дмитровича та Федоренка Олександра Олександровича. 

## Населення
Згідно з переписом 1989 року населення села становило 842 особи, з яких 401 чоловік та 441 жінка.
За переписом населення 2001 року в селищі мешкали 883 особи.

### Мова
Розподіл населення за рідною мовою за даними перепису 2001 року:
| Мова       | Відсоток |
| ---------- | -------- |
| російська  | 50,05 %  |
| болгарська | 21,25 %  |
| гагаузька  | 11,48 %  |
| українська | 8,18 %   |
| молдовська | 6,48 %   |
| білоруська | 0,11 %   |

## Відомі мешканці
- Дімітріогло Іван Дмитрович — український військовослужбовець, учасник російсько-української війни[8].
- Манулов Сергій Федорович (1981—2014) — старший прапорщик Збройних сил України, учасник російсько-української війни[9].
- Федоренко Олександр Олександрович — український військовослужбовець, учасник російсько-української війни[10].
- Чобану Андрій Стельянович (1993—2024) — старший лейтенант Національної гвардії України, учасник російсько-української війни